# Blanzy-la-Salonnaise
Blanzy-la-Salonnaise és un municipi francès situat al departament de les Ardenes i a la regió del Gran Est. L'any 2007 tenia 318 habitants.

## Demografia

### Població
El 2007 la població de fet de Blanzy-la-Salonnaise era de 318 persones. Hi havia 126 famílies de les quals 34 eren unipersonals (15 homes vivint sols i 19 dones vivint soles), 42 parelles sense fills, 46 parelles amb fills i 4 famílies monoparentals amb fills.
La població ha evolucionat segons el següent gràfic:
Habitants censats

### Habitatges
El 2007 hi havia 149 habitatges, 123 eren l'habitatge principal de la família, 13 eren segones residències i 13 estaven desocupats. 140 eren cases i 6 eren apartaments. Dels 123 habitatges principals, 99 estaven ocupats pels seus propietaris, 19 estaven llogats i ocupats pels llogaters i 5 estaven cedits a títol gratuït; 3 tenien una cambra, 4 en tenien dues, 10 en tenien tres, 20 en tenien quatre i 86 en tenien cinc o més. 83 habitatges disposaven pel capbaix d'una plaça de pàrquing. A 53 habitatges hi havia un automòbil i a 54 n'hi havia dos o més.

### Piràmide de població
La piràmide de població per edats i sexe el 2009 era:
| Homes | Edats   | Dones |
| ----- | ------- | ----- |
| 0     | 95 o +  | 0     |
| 0     | 90 a 94 | 0     |
| 0     | 85 a 89 | 4     |
| 4     | 80 a 84 | 4     |
| 24    | 75 a 79 | 16    |
| 4     | 70 a 74 | 8     |
| 12    | 65 a 69 | 12    |
| 0     | 60 a 64 | 4     |
| 8     | 55 a 59 | 4     |
| 8     | 50 a 54 | 8     |
| 4     | 45 a 49 | 16    |
| 16    | 40 a 44 | 12    |
| 12    | 35 a 39 | 4     |
| 12    | 30 a 34 | 12    |
| 4     | 25 a 29 | 4     |
| 0     | 20 a 24 | 0     |
| 16    | 15 a 19 | 8     |
| 20    | 10 a 14 | 8     |
| 12    | 5 a 9   | 16    |
| 4     | 0 a 4   | 8     |

## Economia
El 2007 la població en edat de treballar era de 190 persones, 136 eren actives i 54 eren inactives. De les 136 persones actives 118 estaven ocupades (70 homes i 48 dones) i 18 estaven aturades (8 homes i 10 dones). De les 54 persones inactives 22 estaven jubilades, 12 estaven estudiant i 20 estaven classificades com a «altres inactius».

### Ingressos
El 2009 a Blanzy-la-Salonnaise hi havia 127 unitats fiscals que integraven 329 persones, la mediana anual d'ingressos fiscals per persona era de 14.809 €.

### Activitats econòmiques
Dels 4 establiments que hi havia el 2007, 3 eren d'empreses de construcció i 1 d'una entitat de l'administració pública.
Dels 2 establiments de servei als particulars que hi havia el 2009, 1 era un guixaire pintor i 1 lampisteria.
L'any 2000 a Blanzy-la-Salonnaise hi havia 15 explotacions agrícoles que ocupaven un total de 1.044 hectàrees.

## Poblacions més properes
El següent diagrama mostra les poblacions més properes.